# Servantes de l'Immaculée Conception de la Mère de Dieu
Les servantes de l'Immaculée Conception de la Mère de Dieu (en latin: Congregatio Sororum Servularum Dei Genitricis Inmaculatae Conceptionis) sont une congrégation religieuse féminine enseignante et hospitalière de droit pontifical. 

## Historique
Après la fondation des servantes de l'Immaculée Conception en 1850 par Edmond Bojanowski, l'institut passe par une période de crise. À la suite des divisions causées par les gouvernements qui se répartissent la Pologne. Les religieuses du diocèse de Tarnów obtiennent leur indépendance en 1890 et établissent leur maison-mère à Dębica. Le nouvel institut qui prend le nom de servantes de l'Immaculée Conception de la Mère de Dieu est approuvé par l'évêque de Tarnów la même année de son indépendance. L'institut reçoit le décret de louange en 1929. Pour cette raison, l'institut connaît une période d'expansion dans la région de la Petite-Pologne.

## Activités et diffusion
Les sœurs se consacrent à l'enseignement en particulier dans les jardins d'enfants, et au service des pauvres et des malades.
Elles sont présentes en,: 
- Europe du Nord : Danemark.
- Europe de l'Ouest : Allemagne, Pologne.
- Europe de l'Est : Biélorussie, Ukraine, Russie.
- Europe du Sud : Italie, Espagne.
- Amérique : Bolivie, Pérou.

La maison généralice est à Dębica.
En 2017, la congrégation comptait 545 sœurs dans 86 maisons.